# Pierre de Fobis
Pierre de Fobis est un horloger français, né en 1507.

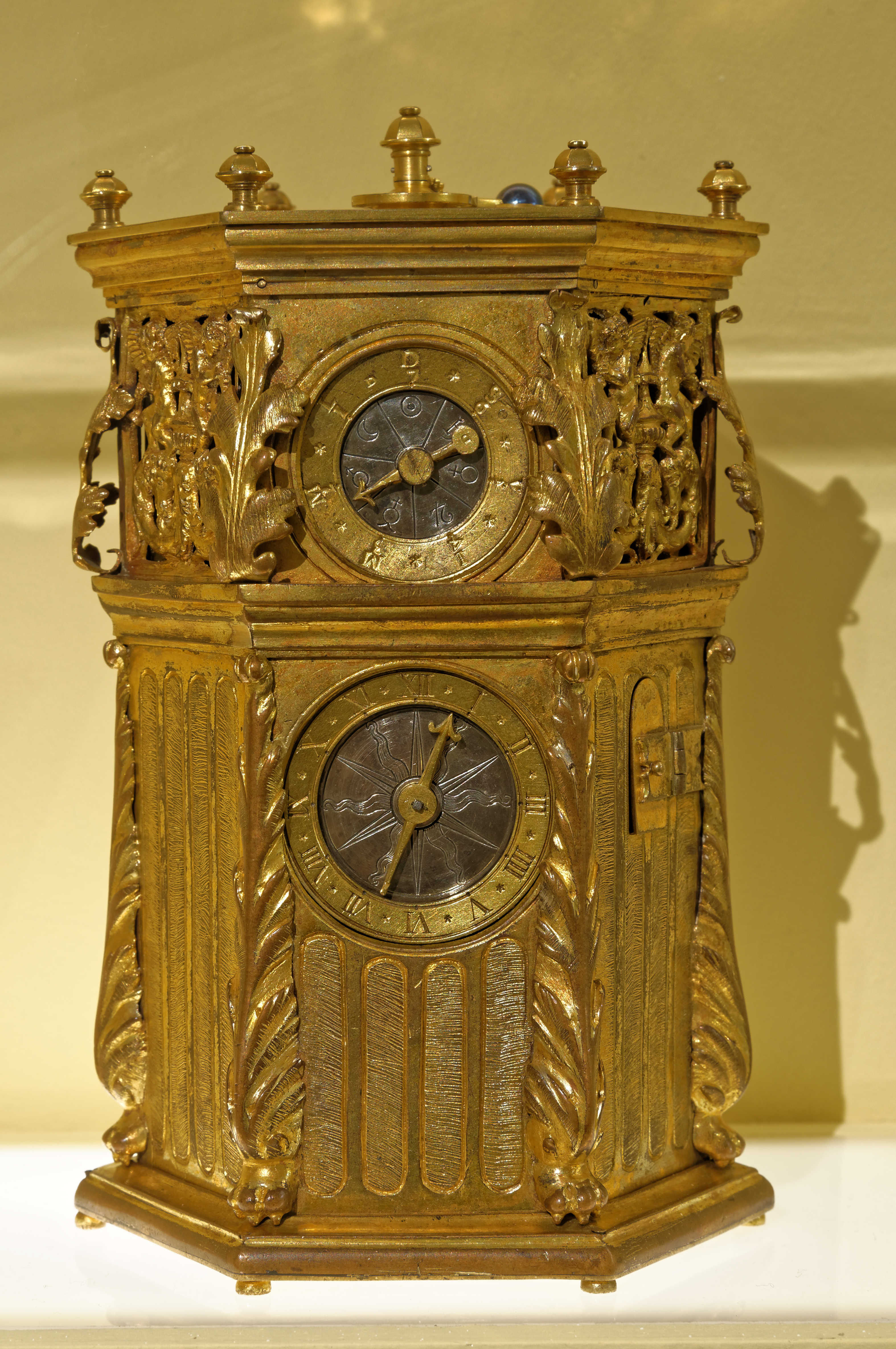
Horloge hexagonale, 1535, Württembergisches Landesmuseum, Stuttgart, photographié en 2015 au musée des beaux arts de Lyon lors de l'exposition temporaire Lyon Renaissance. Arts et humanisme.

## Biographie
Pierre de Fobis est né en Provence en 1507. Il a travaillé à Aix-en-Provence dans les années 1530, où il conçoit une horloge de table, qui est l'une des plus vieilles horloges de ce style à être conservée,. Il aurait peut-être vécu brièvement à Paris, après cette période, une de ces horloges du milieu des années 1530, mentionne la ville.
Par la suite, il part travailler à Lyon à partir des années 1530, où il est mentionné pour la première fois en 1543. Il devient gendre de Jacques Carlet. Il est emprisonné en 1569 pour sa foi protestante et doit payer deux à trois ans plus tard, une amende pour cette foi. Il réside dans la ville jusqu'à, au moins 1575, date de sa dernière mention. Il aurait été l'un des plus grands horloger français de son temps.

## Œuvre
- Horloge de table, Aix-en-Provence, c. 1530, 12.8 x 5.6 cm, The Frick Collection, New York
- Horloge hexagonale, 1535, Württembergisches Landesmuseum, Stuttgart
- Horloge astronomique avec sphère mobile terrestre et céleste, c. 1540 - 1550, Galerie Kugel, Paris[5],